# Nájera (gemeente)
Nájera (Baskisch: Naiara) is een gemeente in de Spaanse provincie en regio La Rioja met een oppervlakte van 37,44 km². Nájera telde in 2023 8059 inwoners (INE).

## Geschiedenis
In de Romeinse tijd was Tritium de naam van de stad. In 923 veroverde Ordoño II van León Nájera voor zijn bondgenoot Sancho I van Navarra op de moslims.
Nájera heeft haar bestaan te danken aan een wonder: koning Garcia el de Nájera van Navarra was in 1052 in het dal van de Najerilla op jacht naar patrijzen. In navolging van de Arabieren maakte hij hiervoor gebruik van valken. Een patrijs en een valk verdwenen in een grot in de steile rotsen aan de oever van de Najerilla. De koning ging erachteraan en ontdekte dat beide vogels vreedzaam aan de voet van een Madonnabeeld zaten. Het klooster Santa María la Real, dat de koning na dit wonder stichtte, bestaat nog steeds. In de kloosterkerk bevinden zich het Panteón Real van de koningen van het koninkrijk Nájera-Pamplona (voorloper van het koninkrijk Navarra) en het Panteón de los Infantes.
Nájera was tot in 1054 de hoofdstad van Navarra, toen van Castilië werd verloren in de Slag bij Atapuerca.

## Geboren in Nájera
- Pedro Coloma (1556-1622), eerste baron van Bornem en seigneur van Bobadilla (1591), Spaans officier van het Leger van Vlaanderen en stichter van de Sint-Bernardusabdij

## Demografische ontwikkeling
Bron: INE, 1857-2011: volkstellingen